# Neublans-Abergement
Neublans-Abergement is een gemeente in het Franse departement Jura (regio Bourgogne-Franche-Comté) en telt 443 inwoners (2004). De plaats maakt deel uit van het arrondissement Dole.

## Geografie
De oppervlakte van Neublans-Abergement bedraagt 11,7 km², de bevolkingsdichtheid is 37,9 inwoners per km².

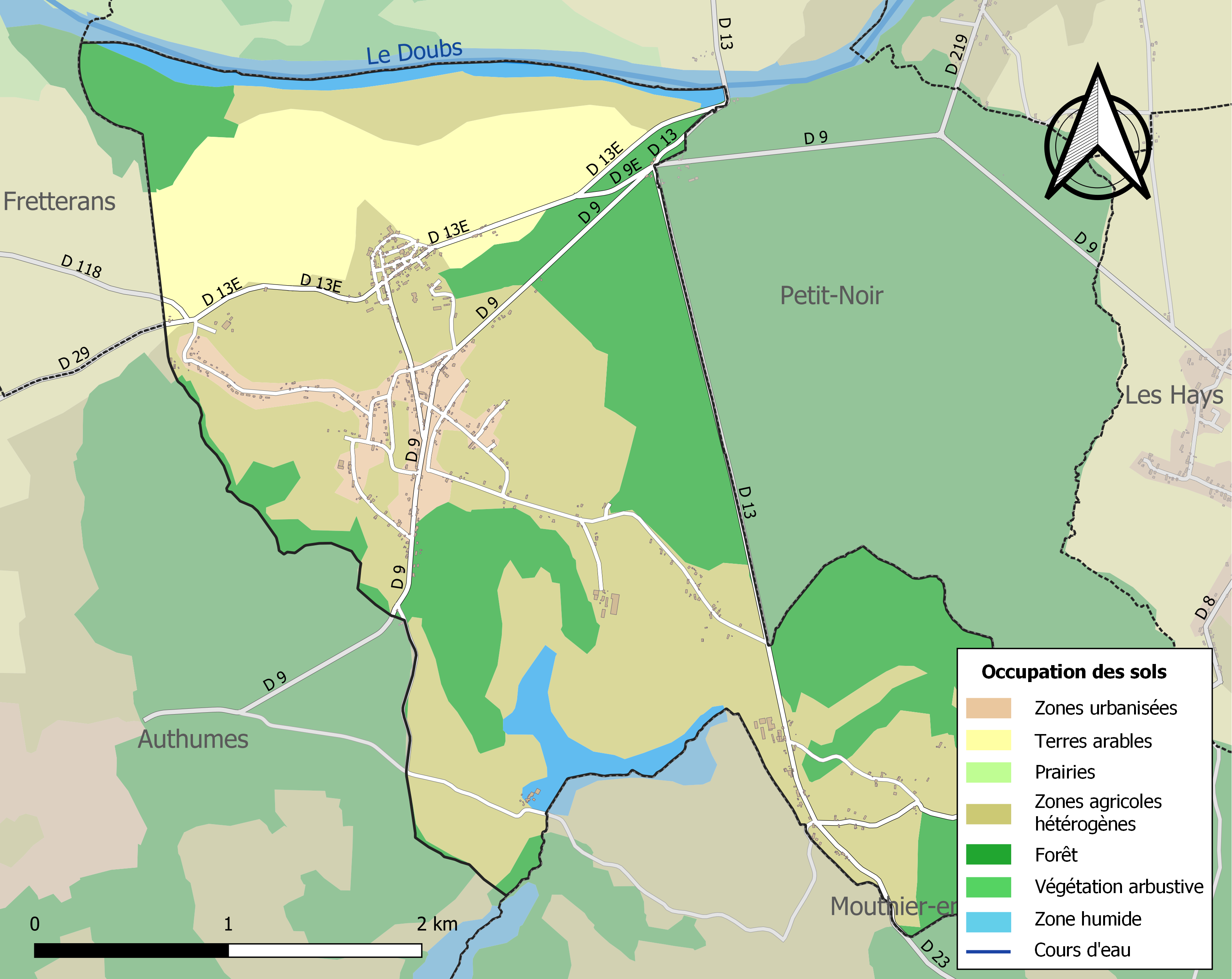
Kaart van de gemeente met de belangrijkste infrastructuur, bodemgebruik en omliggende gemeenten

## Demografie
Onderstaande figuur toont het verloop van het inwonertal (bron: INSEE-tellingen).